# Hélder Barbosa
Hélder Jorge Leal Rodrigues Barbosa (* 25. Mai 1987 in Paredes) ist ein portugiesischer Fußballspieler.

## Karriere

### Im Verein
Barbosa erlernte das Fußballspielen in der Jugend des FC Porto und gab am letzten Spieltag der Saison 2005/06 sein Debüt in der Primeira Liga, als er für den bereits feststehenden Meister die zweite Halbzeit der Partie gegen Boavista Porto bestritt und in der letzten Spielminute einen Platzverweis erhielt. Von 2006 bis 2008 spielte Barbosa auf Leihbasis für Académica de Coimbra, ehe er im Januar 2008 zu Porto zurückkehrte, um den an der Afrika-Meisterschaft teilnehmenden Tarik Sektioui zu ersetzen. Zur Saison 2008/09 wechselte er erneut auf Leihbasis zum Erstligaaufsteiger CD Trofense, konnte als Stammspieler jedoch nicht dessen sofortigen Wiederabstieg verhindern. Nach einem weiteren Leihgeschäft mit Vitória Setúbal unterschrieb Barbosa im Sommer 2010 einen Dreijahresvertrag bei Sporting Braga.
Im Sommer 2017 wechselte er gemeinsam mit seinem Teamkollegen Serginho zum türkischen Erstligisten Akhisar Belediyespor. Hier war er ein wichtiger Bestandteil jener Mannschaft, die mit dem Gewinn des Türkischen Pokals 2017/18, des Türkischen Supercups 2018 und der Pokalfinalteilnahme 2018/19 die wichtigsten Erfolge der Vereinsgeschichte errang.
Zur Saison 2019/20 wechselte er zum türkischen Zweitligisten Hatayspor, mit dem er am Saisonende in die Süper Lig aufstieg.

### In der Nationalmannschaft
Barbosa durchlief die Jugendnationalmannschaften seines Landes. Am 14. November 2012 gab er sein Debüt in der A-Nationalmannschaft im Rahmen eines Freundschaftsspiels gegen Gabun.

## Erfolge
Mit Akhisarspor
- Türkischer Supercup-Sieger: 2018
- Türkischer Pokalsieger: 2017/18
- Türkischer Pokalfinalist: 2018/19